# Гомологическое многообразие
Гомологическое многообразие — локально компактное топологическое пространство, которое выглядит локально как топологическое многообразие с точки зрения теории гомологий.
Большинство утверждений о гомологиях многообразий,
как например двойственность Пуанкаре,
допускают естественные обобщения на случай гомологических многообразий.

## Определение
Гомологическое G-многообразие (без границы) размерности n над абелевой группой {\displaystyle G} есть локально компактное топологическое пространство {\displaystyle X} с конечной {\displaystyle G}-когомологической размерностью такое, что для любой точки {\displaystyle x\in X} группы гомологий
{\displaystyle H_{p}(X,X-x,G)=0}
при {\displaystyle p\neq n}
и
{\displaystyle H_{n}(X,X-x,G)=G.}
Здесь {\displaystyle H} есть некоторая теория гомологий, обычно сингулярные гомологии.
Если группа {\displaystyle G} не уточняется, то считается {\displaystyle G=\mathbb {Z} }.
Более общо, можно дать определение гомологического многообразия с границей,
позволив локальной группе гомологий пропадать
в каких-то точках,
которые, конечно, образуют границу гомологического многообразия.
Границa n-мерного гомологического многообразия
является {\displaystyle (n-1)}-мерным гомологическим многообразием (без границы).

## Примеры
- Любое топологическое многообразие является гомологическим многообразием.
- Сферическая надстройка над сферой Пуанкаре является 4-мерным гомологическим многообразием, но не многообразием.
  - Сферическая надстройка над любой гомологической сферой является гомологическим многообразием, но не всегда многообразием.

## Свойства
- Двумерное гомологическое многообразие является топологическим многообразием.[1]
- Если произведение пространств {\displaystyle X\times Y} является топологическим многообразием, то каждое пространство {\displaystyle X} и {\displaystyle Y} является гомологическим многообразием.